# Deng Rong
Deng Rong (Chongqing, 1950) è una politica cinese, terza figlia del rivoluzionario e statista cinese Deng Xiaoping.

## Biografia
Figlia più giovane di Deng Xiaoping e della sua terza moglie, Zhuo Lin, ha due sorelle maggiori, Deng Lin e Deng Nan, e due fratelli maggiori, Deng Pufang e Deng Zhifang. In un'intervista del 2004, Deng ha dichiarato che suo padre non parlava mai di lavoro a casa e che lei e i suoi fratelli non avevano idea di cosa facesse, benché diverse guardie facessero la sentinella nel cortile di casa.
Quando nel 1979, la Repubblica Popolare Cinese e gli Stati Uniti stabilirono relazioni diplomatiche, Deng fu inviata da suo padre all'ambasciata cinese negli Stati Uniti, dove ha lavorato per due anni. Dal 1984 al 1990, Deng ha ricoperto la carica ufficiale di vicedirettore dell'Ufficio di ricerca politica dell'Ufficio generale dell'Assemblea nazionale del popolo. Ha anche servito come segretaria di Deng Xiaoping dall'inizio del 1989.

## Scrittura
Deng ha pubblicato due libri: Deng Xiaoping: My Father (in cinese: 我的父亲邓小平), edito nel 1993, e Deng Xiaoping and the Cultural Revolution, uscito nel 2000. Un terzo volume, incentrato su suo padre, che era stato programmato, non è ancora stato pubblicato almeno fino al 2024.
Inoltre, Deng ha concesso interviste nelle quali ha svelato dettagli riguardanti la vita privata e la personalità di suo padre.